# San Gabriel Arcángel all’Acqua Traversa (título cardenalicio)
El título cardenalicio de San Gabriel Arcángel all’Acqua Traversa (en latín: S. Gabrieli Archangeli anuncio Transversam Aquam) fue instituido en 1988 por el Papa Juan Pablo II.

## Titulares
- Jean Margéot (28 de junio de 1988 - 17 de julio de 2009)
- José Manuel Estepa Llaurens (20 de noviembre de 2010 - 21 de julio de 2019)
- Fridolin Ambongo Besungu (5 de octubre de 2019 - al presente)